# 新富座
新富座（しんとみざ）は、明治8年（1875年）に守田座を改称して設立された株式会社組織の劇場。経営者は十二代目守田勘彌。所在地は京橋区新富町6丁目36・37番地（現在の中央区新富2丁目6番1号）。

## 沿革
明治4年・明治5年（1872年）に守田座が新富町に引っ越し、新富座と呼ばれた、（1875年）に、正式に改名した。
明治9年（1876年）11月、日本橋区数寄屋町の火災で類焼し、翌年4月、新富町4丁目に仮劇場を設営。明治11年（1878年）6月7日、ガス灯などを配備した近代劇場を新設し、大々的な洋風開場式を行う。太政大臣・三条実美をはじめ各外国公使らも貴賓として開場式に招待された。
西洋劇場に倣って、日本で初めて夜芝居興行を行う。リットンの戯曲『Money』を翻訳した『人間万事金世中』（明治12年（1879年）3月）やウエルノン一座を招いて『漂流奇談西洋劇』（明治12年（1879年）9月）を上演、九代目市川團十郎による活歴が行われるなど、明治時代中期の演劇改良運動の場となった。
明治21年（1888年）9月26日、新設予定の歌舞伎座に対抗するため、市村座・中村座・千歳座と四座同盟を結ぶ。その後の新富座は歌舞伎座と歩調を合わせながら明治の歌舞伎黄金時代を築くことに貢献していった。
しかし、守田勘彌が経営に行き詰まり明治25年（1892年）3月公演を最後に経営を止め、明治28年（1895年）12月には裁判に負け劇場の所有権も手放す事になった。その後明治30年代には子供芝居の小屋を経て明治37年11月に初代中村芝鶴が買収し経営を続けていた。
明治43年（1910年）松竹が芝鶴から買収して同社の経営下に移る。そして大正12年（1923年）9月1日の関東大震災で被災すると翌年に再建されたものの、映画館としての経営となり芝居小屋としては廃座となった。そして映画館なった新富座も東京大空襲により焼失し名実ともに廃座となった。
現在、跡地は京橋税務署と東京都中央都税事務所が建っており、中央区により「新富座跡」の説明板が設置されている。
平成19年（2007年）4月、地元の子供達を集めて新富座こども歌舞伎が発足し、翌20年（2008年）2月3日、鉄砲洲稲荷神社の節分祭で『三人吉三巴白浪』が奉納された。

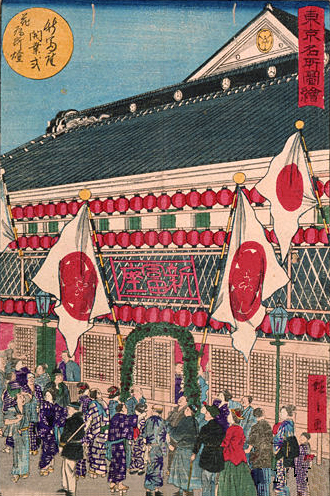
『東京名所圖繪  新富座開業式花瓦斯燈』 三代目歌川広重（1878年）
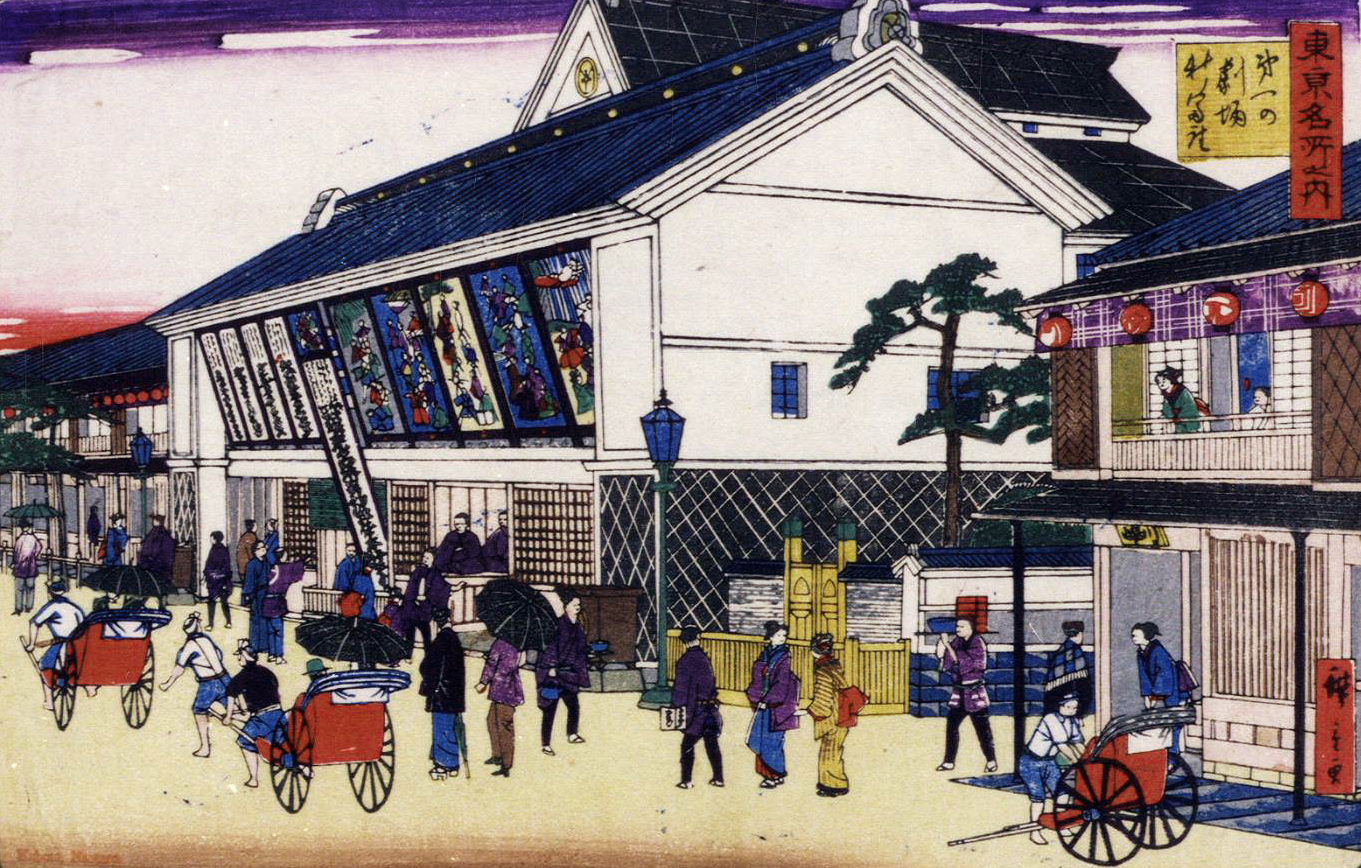
『東京名所之内  第一の劇場新富座』 三代目歌川広重（1881年）
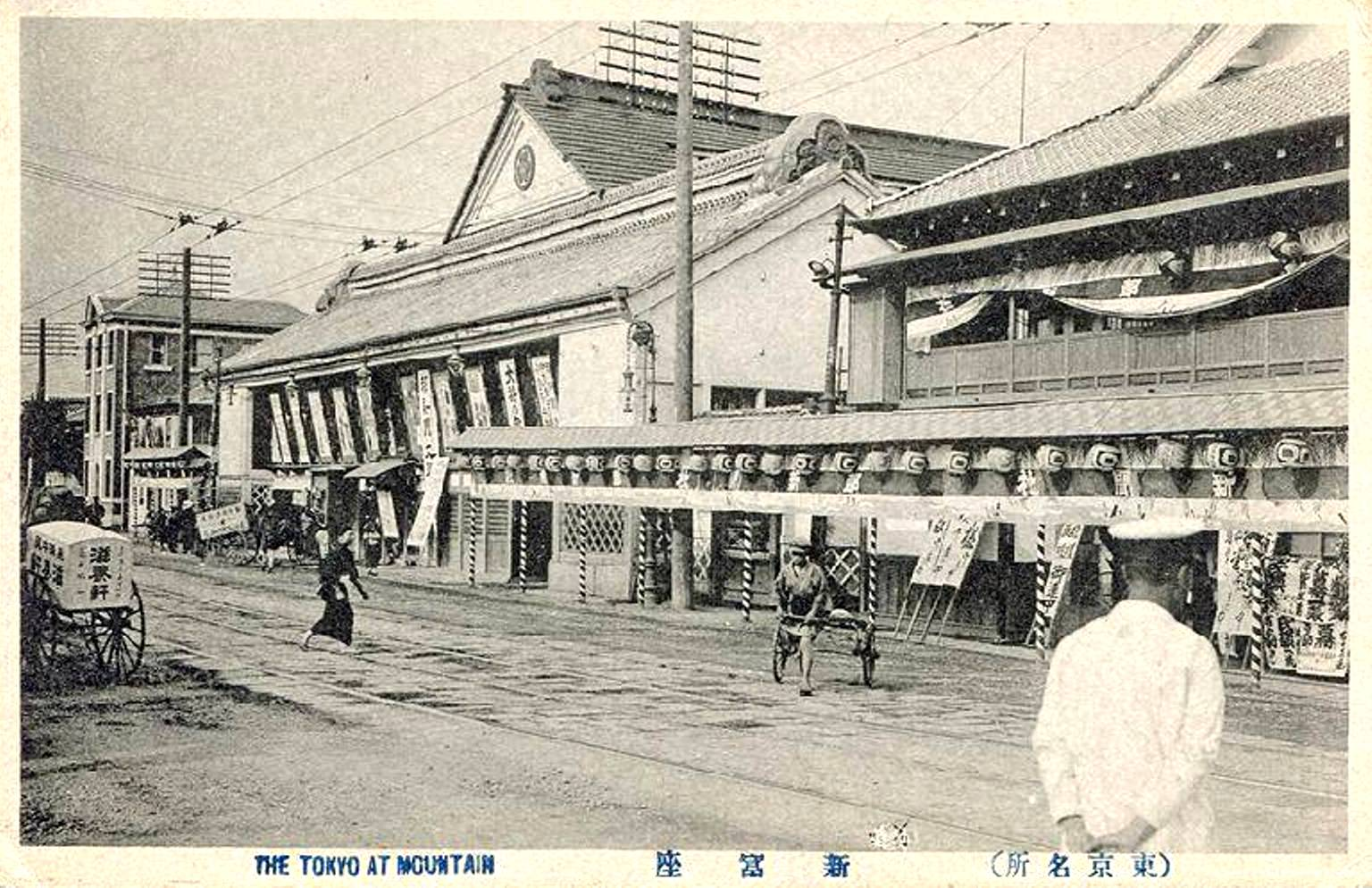
大正時代の新富座